# Kanton Bessèges
Kanton Bessèges (francouzsky Canton de Bessèges) je francouzský kanton v departementu Gard v regionu Languedoc-Roussillon. Tvoří ho pět obcí.

## Obce kantonu
- Bessèges
- Bordezac
- Gagnières
- Peyremale
- Robiac-Rochessadoule